# Zizers
Zizers (toponimo tedesco; in romancio Zir o Zezras, in italiano Zizure o Zizero, desueti) è un comune svizzero di 3 520 abitanti del Canton Grigioni, nella regione Landquart.

## Storia
Da Zizers, in epoca romana, passava la via Spluga, strada romana che metteva in comunicazione Milano con Lindau passando dal passo dello Spluga.
Fino al 1854 il comune di Zizers incluse anche la località di Mastrils, poi divenuta comune autonomo, e fino al 1913 quelle di Oberzollbruck, Russhof e Untere Mühle, poi attribuite a Igis.

### Simboli
Il sigillo comunale utilizzato nel 1527 riportava lo stambecco simbolo della Lega Caddea, a cui è stata aggiunta la chiave, attributo del patrono san Pietro.

## Monumenti e luoghi d'interesse
- Chiesa cattolica dei Santi Pietro e Paolo, attestata dal 1644[1];
- Chiesa riformata (già cappella cattolica di Sant'Andrea), attestata dal 1340[1];
- Rovine del castello di Friedau[1].

## Società

### Evoluzione demografica
L'evoluzione demografica è riportata nella seguente tabella):
Abitanti censiti

## Infrastrutture e trasporti

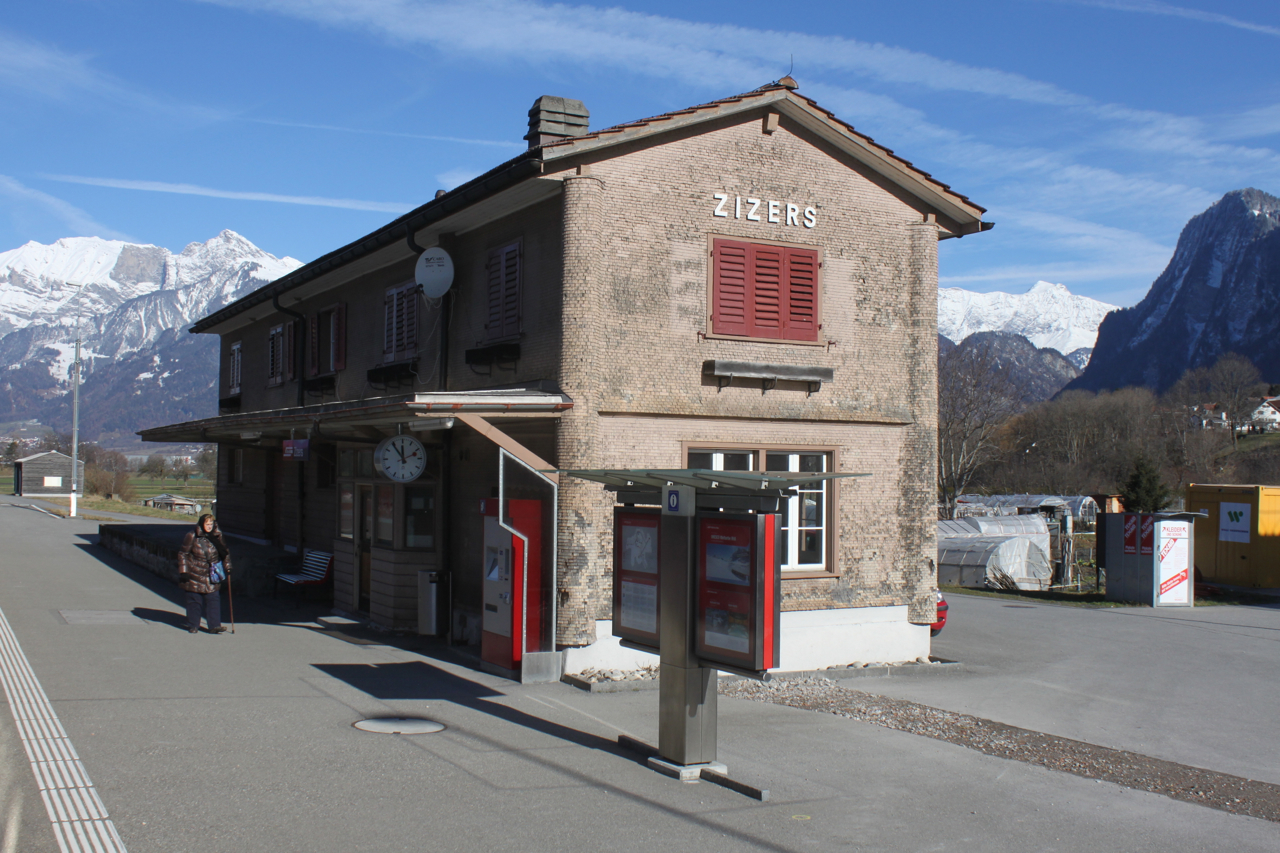
La stazione di Zizers

È servito dalla stazione ferroviaria omonima della Ferrovia Retica, sulla linea Landquart-Coira-Thusis.

## Amministrazione
Ogni famiglia originaria del luogo fa parte del comune patriziale e ha la responsabilità della manutenzione di ogni bene ricadente all'interno dei confini del comune.